# Lainey Burdett
Lainey Burdett (Las Vegas, Nevada, Estados Unidos; 22 de diciembre de 1996) es una futbolista estadounidense que juega como guardameta. Su último equipo fue el Orlando Pride de la National Women's Soccer League (NWSL) de Estados Unidos.

## Trayectoria
Burdett fue fichada por el Orlando Pride en 2019 y debutó profesionalmente el 5 de octubre del mismo año, en el penúltimo partido de la temporada del Pride ante el Washington Spirit. Burdett ganó la Atajada de la Semana de la NWSL en la semana 20 del 2019.

## Estadísticas

### Clubes
| Club          | País           | Año  |
| ------------- | -------------- | ---- |
| Orlando Pride | Estados Unidos | 2019 |